# Teatre d'operacions de Mesopotàmia
La campanya de Mesopotàmia va ser una campanya del teatre d'operacions de l’Orient Mitjà de la Primera Guerra Mundial lluitada entre els Aliats (representats per l'Imperi Britànic; tropes de la Gran Bretanya, Austràlia, i la gran majoria de l'Índia Britànica), contra les Potències Centrals (principalment l'Imperi Otomà).
Va ser una campanya bàsicament britànica, centrada a protegir els seus interessos en les refineries de petroli i, de pas, els aliats britànics Pèrsia i Kuwait, on es podria obrir un nou front a l'est de l'Imperi Otomà amb la possibilitat de conquerir Bagdad i provocar revoltes entre els súbdits àrabs de l'imperi. La campanya va culminar amb la conquesta britànica de Bagdad el març de 1917, després d'intents anteriors poc planificats, però globalment la campanya no va donar els resultats esperats pel comandament britànic més enllà de la protecció dels interessos geopolítics britànics.

## Antecedents
L'Imperi Otomà havia conquerit la regió a principis del segle xvi, però mai va obtenir un control complet. Les bosses regionals de control otomà a través dels governants locals van mantenir l’abast dels otomans a tota Mesopotàmia (l'Iraq modern). Amb el canvi del segle xix es van produir reformes. Les obres del ferrocarril de Bagdad van començar el 1888; el 1915, el temps de viatge d'Istanbul a Bagdad s'havia reduït a 21 dies.
La Companyia Anglopersa de Petroli havia obtingut drets exclusius sobre dipòsits de petroli a tot l'Imperi Persa, excepte a les províncies d'Azerbaidjan, Ghilan, Mazandaran, Asdrabad i Khorasan. El 1914, abans de la guerra, el govern britànic havia contractat amb la companyia el petroli per a la marina.
La zona operativa de la campanya mesopotàmica es va limitar a les terres regades pels rius Eufrates i Tigris. El principal repte era traslladar tropes i subministraments pels aiguamolls i deserts que envoltaven la zona de conflicte.
Poc després de començar la guerra europea, els britànics van enviar una força militar per protegir Abadan, on hi havia una de les primeres refineries de petroli del món. La planificació operativa britànica incloïa desembarcament de tropes al Xatt-al-Arab. A la reforçada 6a (Poona) Divisió de l'Exèrcit Indi Britànic se li va assignar la tasca. Reve el nom de Força Expedicionària Índia D (IEFD).
A part del petroli, un gran interès britànic per Mesopotàmia, especialment per a polítics com Austen Chamberlain (Secretari d'Estat per l'Índia) i el Governador General de l'Índia Lord Curzon, consistia a mantenir el prestigi britànic als ulls de la població musulmana de l'Índia. Al principi, la campanya estava dirigida per l'Índia Office i l'exèrcit indi, amb poques aportacions de l'Oficina de Guerra.
El 4t Exèrcit otomà estava situat a la regió. Estava compost per dos cossos: el XII Cos, amb les divisions 35 i 36 a Mossul, i XIII Cos, amb les divisions 37 i 38 a Bagdad.
El 29 d'octubre de 1914, després de la persecució del Goeben i del Breslau, el Breslau va bombardejar el port rus de Feodòssia, a la mar Negra. El 30 d'octubre, l'Alt Comandament a Istanbul va canviar la distribució de les tropes. El 2 de novembre, el gran visir Said Halim Paixà va expressar el seu pesar als Aliats per les accions de la marina. El ministre rus d'Afers Exteriors, Sergei Sazonov, va dir que ja era massa tard i que Rússia considerava la incursió un acte de guerra. El Consell de Ministres va intentar explicar que els oficials alemanys que servien a la marina van començar les hostilitats sense la seva sanció. Els Aliats van insistir en les reparacions a Rússia, l’acomiadament dels oficials alemanys del Goeben i del Breslau, i l’internament dels vaixells alemanys fins al final de la guerra, però abans que el govern otomà pogués respondre, Gran Bretanya i França van declarar la guerra a l'Imperi Otomà el 5 de novembre. La declaració de guerra oficial va arribar al Comitè d’Unió i Progrés otomà el 14 de novembre.
Quan la campanya del Caucas es va fer realitat amb la victoriosa Ofensiva de Bergmann, Enver Paixà va enviar la 37a Divisió i el XIII Cos dels quarters generals al Caucas en suport al 3r Exèrcit. Tot el XII Cos es va desplegar a la campanya del Sinaí i Palestina. El 4t Exèrcit va ser enviat dels quarters generals a Síria per substituir el 2n Exèrcit que va ser enviat a Istanbul. En el lloc del 4t Exèrcit es va quedar el «Comandament de l'Àrea d'Iraq» amb només la 38a Divisió al seu comandament.
Mesopotàmia era una zona de baixa prioritat per als otomans i no esperaven cap acció important a la regió. Els regiments del XII i XIII Cos es van mantenir a nivells baixos en temps de pau. El tinent coronel Süleyman Askerî Bey es va convertir en el seu comandant. Va redistribuir parts de la 38a divisió a la desembocadura de Xatt al-Arab. La resta de la força defensiva estava estacionada a Bàssora.
L’Estat Major otomà ni tan sols posseïa un mapa adequat de Mesopotàmia. Van intentar dibuixar un mapa amb l'ajut de persones que havien treballat a l'Iraq abans de la guerra, tot i que aquest intent va fracassar. Enver Paixà va comprar dos mapes alemanys a escala 1 / 1.500.000.

## Operacions militars

### 1914
El 6 de novembre de 1914 es va iniciar l'acció ofensiva britànica amb el bombardeig naval de l'antic fort d'Al-Faw, situat al punt on Xatt al-Arab es troba amb el golf Pèrsic. Al desembarcament d'Al-Faw, la Força Expedicionària Britànica Índia D (IEF D), que comprenia la 6a (Poona) Divisió dirigida pel tinent general Arthur Barrett amb Sir Percy Cox com a oficial polític, va trobar l'oposició de 350 tropes otomanes i 4 canons. Després d'un fort combat, el fort va ser ocupat. A mitjan novembre, la Divisió Poona havia desembarcat del tot i va començar a dirigir-se cap a la ciutat de Bàssora.

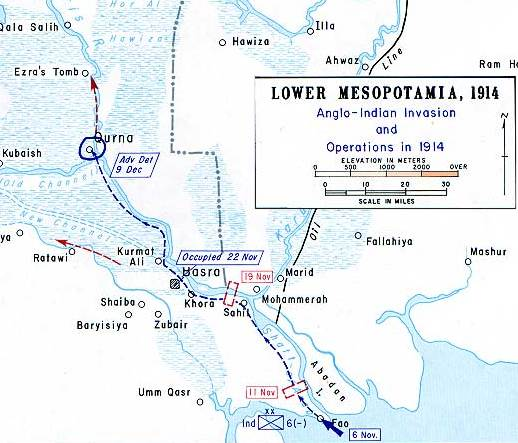
Ofensiva inicial britànica, 1914

El mateix mes, el governant de Kuwait, el xeic Mubarak Al-Sabah, va contribuir a l'esforç bèl·lic aliat enviant forces per atacar les tropes otomanes a Umm Qasr, Safwan, Bubiyan i Bàssora. A canvi, el govern britànic va reconèixer Kuwait com un «govern independent sota protecció britànica». No hi ha cap informe sobre la mida i la naturalesa exactes de l'atac de Mubarak, tot i que les forces otomanes es van retirar d'aquestes posicions setmanes després. Mubarak aviat va retirar el símbol otomà de la bandera de Kuwait i la va substituir per «Kuwait» escrit en àrab (الكويت). La participació de Mubarak i les gestes prèvies per obstruir la finalització del ferrocarril de Bagdad van ajudar els britànics a salvaguardar el golf Pèrsic impedint el reforç otomà i alemany.
El 22 de novembre, els britànics van ocupar la ciutat de Bàssora després d'una breu batalla contra els soldats del Comandament de l'Àrea d'Iraq sota la direcció de Subhi Bey, el governador de Bàssora. Les tropes otomanes van abandonar Bàssora i es van retirar riu amunt. Després d’establir l’ordre a la ciutat, els britànics van continuar el seu avanç, i a la batalla d'Al-Qurnah van assolir capturar Subhi Bey i 1.000 de les seves tropes. Això va situar els britànics en una posició molt forta, garantint que Bàssora i els camps petrolífers estarien protegits de qualsevol avanç otomà. El principal exèrcit otomà, sota el comandament general de Khalil Paixà, estava situat a 450 km al nord-oest, al voltant de Bagdad. Només van fer esforços febles per expulsar els britànics.

### 1915
El 2 de gener, Süleyman Askerî Bey va assumir el càrrec de cap del Comandament de l'Àrea d'Iraq. Amb la prioritat de Gal·lípoli, el Caucas i Palestina, l'exèrcit otomà tenia pocs recursos per traslladar-se a Mesopotàmia. Süleyman Askerî Bey va enviar cartes als xeics àrabs per intentar organitzar-los per lluitar contra els britànics. Volia recuperar la regió de Xatt al-Arab a qualsevol preu.
A primera hora del matí del 12 d'abril, Süleyman Askerî va atacar el campament britànic de Shaiba en el que es va conèixer com la batalla de Shaiba. Tenia unes 4.000 tropes regulars i uns 14.000 irregulars àrabs proporcionats per xeics àrabs. Tot i que els irregulars es van demostrar ineficaços, la infanteria otomana va llançar una sèrie d'atacs implacables contra el fortificat campament britànic i, posteriorment, va intentar evitar-lo. Quan la cavalleria i la infanteria britànica van contraatacar, Süleyman Askerî va retirar les seves tropes. L'endemà, els britànics van atacar les seves posicions defensives. Va ser una dura batalla d'infanteria en què la britànica va vèncer la dura oposició otomana. Les pèrdues otomanes van sumar 2400 homes morts, ferits o presoners, així com dues peces de camp d'artilleria. La retirada va acabar 120 km riu amunt, a Hamisiye. Süleyman Askerî va ser ferit a Shaiba. Decebut i deprimit, es va suicidar amb la seva pistola a l'hospital de Bagdad. En el seu lloc, el coronel Nureddin va ser nomenat comandant del Comandament de l'Àrea d'Iraqel 20 d'abril de 1915. Nureddin va ser un dels pocs oficials a assolir l'alt comandament sense una formació universitària. Tanmateix, tenia una àmplia experiència en combat.
A causa de l'èxit inesperat, el comandament britànic va reconsiderar el seu pla i el general Sir John Nixon va ser enviat a l'abril de 1915 per prendre el comandament. Va ordenar a Charles Vere Ferrers Townshend que avancés cap cap a Kut o, fins i tot, a Bagdad, si era possible. Townshend i el seu petit exèrcit van avançar pel riu Tigris. Van derrotar diverses forces otomanes enviades a detenir-lo. El juliol de 1915, una força dirigida per G. F. Gorringe va capturar la ciutat de Nasiriyah, capturant el dipòsit de subministrament més gran dels otomans al sud de Mesopotàmia. Logísticament, el seu avanç va ser molt difícil de mantenir, però es va mantenir.
A finals de setembre de 1915, enmig de la recent derrota de Sèrbia i l'entrada de Bulgària a la guerra i les preocupacions sobre els intents alemanys d’incitar la gihad a Pèrsia i l'Afganistan, Edward Grey (secretari d’afers exteriors) i altres polítics van animar una nova empenta de 160 km cap a Bagdad. El CIGS Archibald Murray van pensar que això era logísticament imprudent, però Kitchener va aconsellar al Comitè dels Dardanels (21 d'octubre) que Bagdad fos ocupada per prestigi i que després fos abandonada.

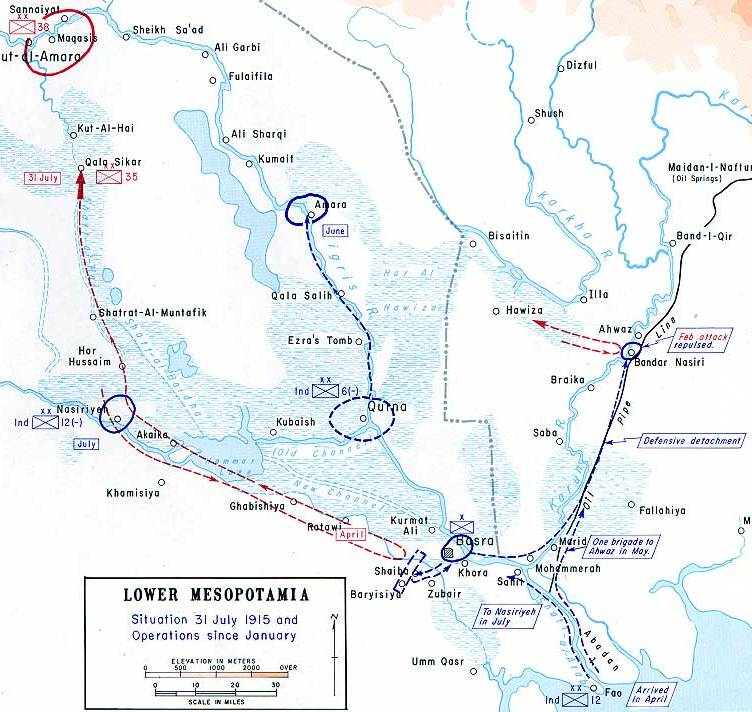
Ofensiva britànica de juliol, 1915
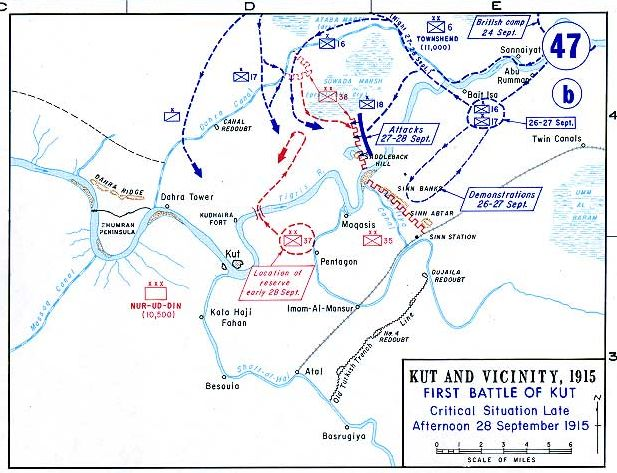
Ofensiva britànica de setembre, 1915

Enver Paixà estava preocupat per la possible caiguda de Bagdad. Es va adonar de l'error de subestimar la importància de la campanya mesopotàmica. Va ordenar a la 35a divisió i a Mehmet Fazıl Paixà que tornessin a la seva antiga ubicació, que era Mossul. La 38a divisió es va reconstituir. El 6è Exèrcit es va crear el 5 d'octubre de 1915 i el seu comandant era un general alemany de 72 anys, Colmar von der Goltz. Von der Goltz era un famós historiador militar que havia escrit diversos llibres clàssics sobre operacions militars. També havia passat molts anys treballant com a assessor militar a l'Imperi Otomà. No obstant això, era a Tràcia comandant del 1r Exèrcit otomà i no va arribar al teatre durant un temps. El coronel Nureddin, antic comandant del Comandament de l'Àrea d'Iraq, encara estava al càrrec a la zona.
El 22 de novembre, Townshend i Nureddin van lliurar una batalla a Ctesifont, una ciutat situada a 40 km al sud de Bagdad. El conflicte va durar cinc dies. La batalla va ser un punt mort, ja que tant els otomans com els britànics van acabar retirant-se del camp de batalla. Townshend va concloure que era necessària una retirada a gran escala. No obstant això, Nureddin es va adonar que els britànics es retiraven i va cancel·lar la seva retirada, i després els va seguir. Townshend va retirar la seva divisió en bon ordre de tornada a Kut al-Amara. Va aturar i va enfortir la posició. Nureddin va perseguir amb les seves forces. Va intentar encerclar els britànics amb el seu XVIII Cos compost per la 45a Divisió, la 51a Divisió i la 2a Brigada de Cavalleria Tribal. La força britànica esgotada va ser atacada de nou a les defenses de Kut al-Amara. La retirada es va finalitzar el 3 de desembre. Nureddin va encerclar els britànics a Kut al-Amara i va enviar altres forces al riu avall per evitar que els britànics marxessin cap al relleu de la guarnició.

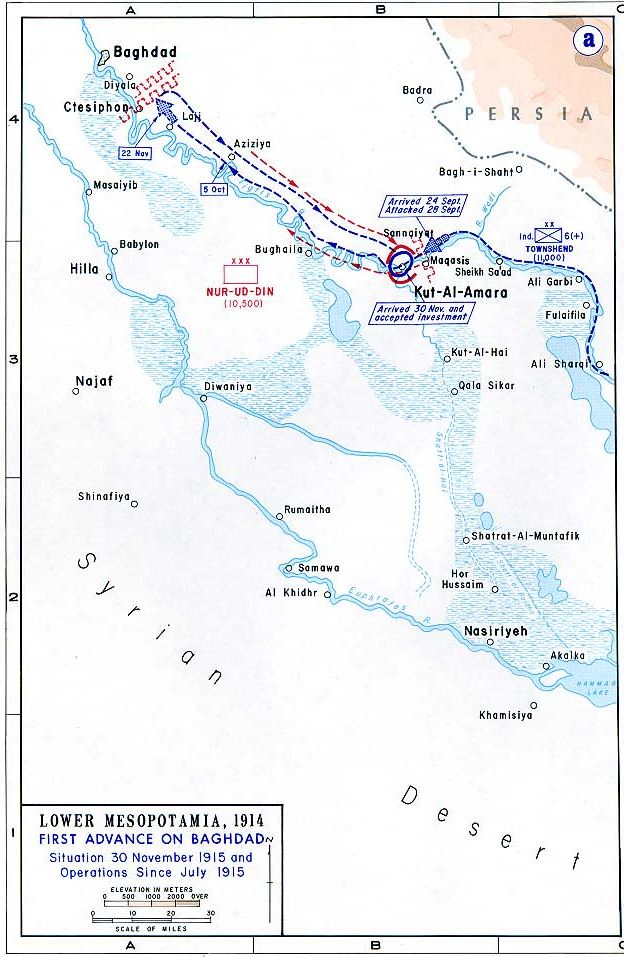
Ofensiva britànica de novembre, 1915
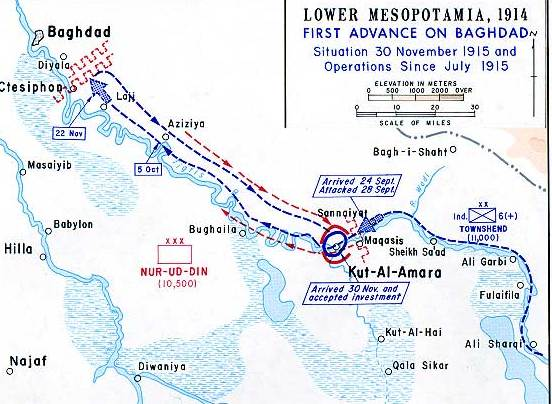
Ofensiva britànica de novembre (detall)

El 7 de desembre va començar el setge de Kut. Des de la perspectiva otomana, el setge va impedir al 6è Exèrcit realitzar altres operacions. Des de la perspectiva britànica, defensar Kut en lloc de retirar-se cap a Bàssora va ser un error, ja que Kut estava aïllat. Es podria defensar, però no es va poder subministrar. Von der Goltz va ajudar les forces otomanes a construir posicions defensives al voltant de Kut. El 6è exèrcit es va reorganitzar en dos cossos, el XIII i el XVIII. Nureddin Paixà va manar a Von der Goltz. Amb la reorganització, el 6è Exèrcit va assetjar els britànics. Les noves posicions fortificades establertes riu avall van evitar qualsevol intent de rescat de Townshend. Townshend va suggerir un intent de trencar el setge, però inicialment va ser rebutjat per Sir John Nixon; tanmateix va cedir. Nixon va establir una força de socors sota el comandament del general Fenton Aylmer. El general Aylmer va fer tres intents importants per trencar el setge, però cada esforç va fracassar.

### 1916
El 20 de gener, Enver Paixà va substituir Nureddin Paixà pel coronel Halil Kut (Khalil Paixà). Nureddin Paixà no volia treballar amb un general alemany. Va enviar un telegrama al Ministeri de Guerra: «L'exèrcit de l'Iraq ja ha demostrat que no necessita el coneixement militar de Goltz Paixà ...». Després del primer fracàs, el general Nixon va ser substituït pel general Lake. Les forces britàniques van rebre petites quantitats de subministraments per aire. Aquests subministraments no van ser suficients per alimentar la guarnició, però Halil Kut va obligar els britànics a triar entre morir de fam o rendir-se; mentrestant, els britànics intentarien trencar el setge.
Entre gener i març de 1916, Townshend i Aylmer van llançar diversos atacs en un intent de trencar el setge. Els atacs van tenir lloc en la batalla de Sheikh Sa'ad, la batalla de Wadi, la batalla de Hanna i la batalla del reducte de Dujaila. Aquestes sèries d’intents britànics per trencar el setge no van tenir èxit i, les dues parts van patir moltes baixes. Al febrer, el XIII Cos va rebre la 2a Divisió d'Infanteria com a reforç. El menjar i les esperances s’acabaven per Townshend a Kut al-Amara. Es van estendre ràpidament malalties que no es podien guarir.
El 19 d'abril, el mariscal de camp Von der Goltz va morir de còlera. El 24 d'abril, va fracassar l'intent del vaixell de vapor Julnar de subministrar la ciutat per riu. Amb això, els britànics no van poder subministrar Kut. Després de repetits intents per obrir-se pas, els otomans van atacar la ciutat. En lloc d'esperar reforços, Townshend es va rendir el 29 d'abril de 1916. La força restant a Kut al-Amara de 13.164 soldats es van convertir en presoners de guerra dels otomans.
Els britànics van veure la pèrdua de Kut com una derrota humiliant. Feia molts anys que un cos tan gran de soldats de l'exèrcit britànic s'havia rendit a un enemic. Aquesta pèrdua també va succeir només quatre mesos després de la derrota britànica a la batalla de Gal·lípoli. Gairebé tots els comandants britànics implicats en el fracàs en el rescat de Townshend van ser apartats del comandament. Els otomans van demostrar que eren bons a mantenir posicions defensives contra forces superiors.
Els britànics es van negar a deixar passar la derrota en Kut. Els polítics del Comitè de Guerra (18 de setembre) van ordenar altres intents d’avançar a Mesopotàmia, inclosos Curzon i Chamberlain, que van argumentar que no hi haurien d'estalviar en tropes si una política passiva a l'Orient Mitjà afavorís els disturbis musulmans a l'Índia, Pèrsia i Afganistan, i malgrat l'oposició de Robertson.

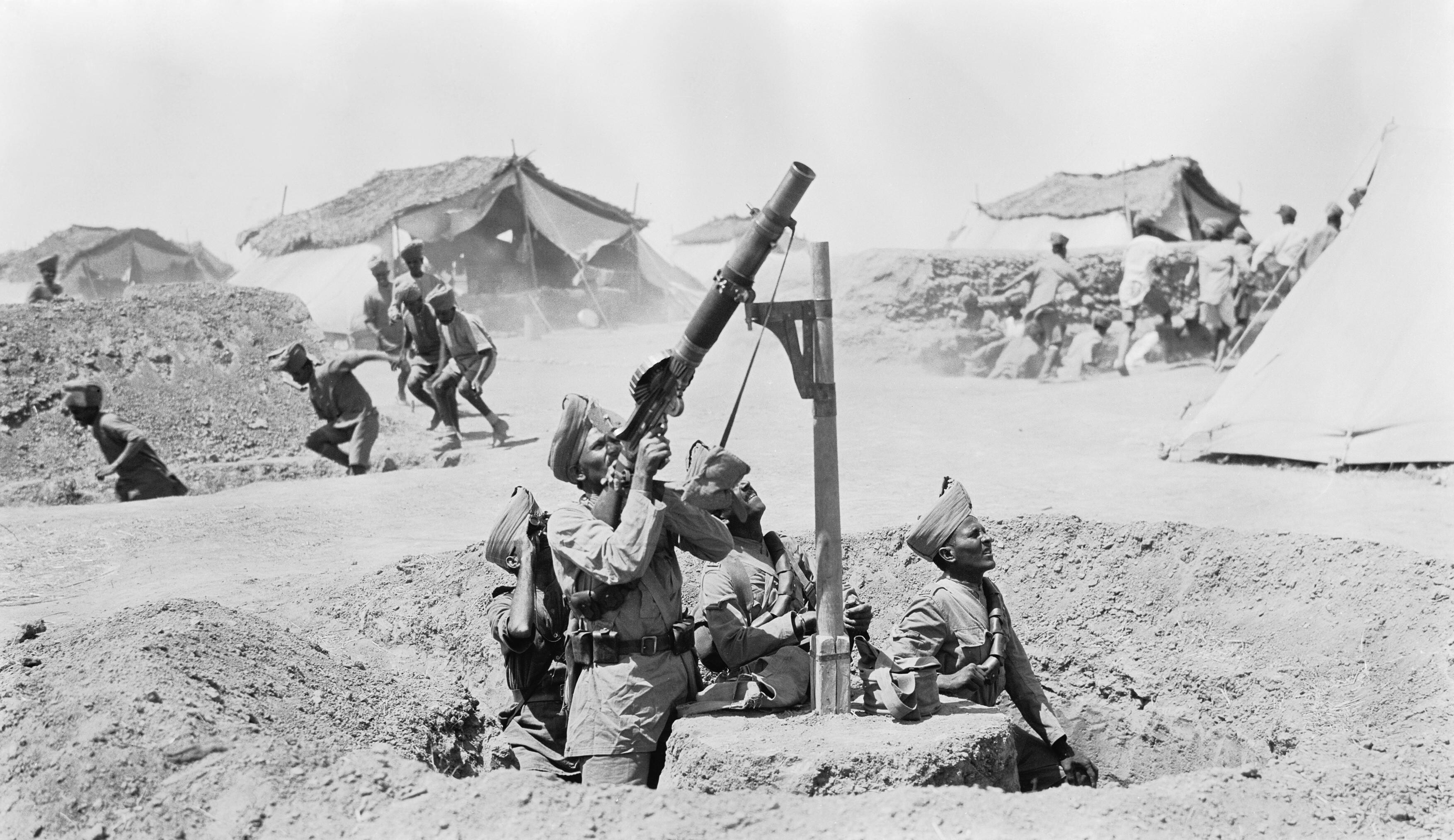
Metralladores antiaèries índies en acció durant la batalla de Sheikh Sa'ad
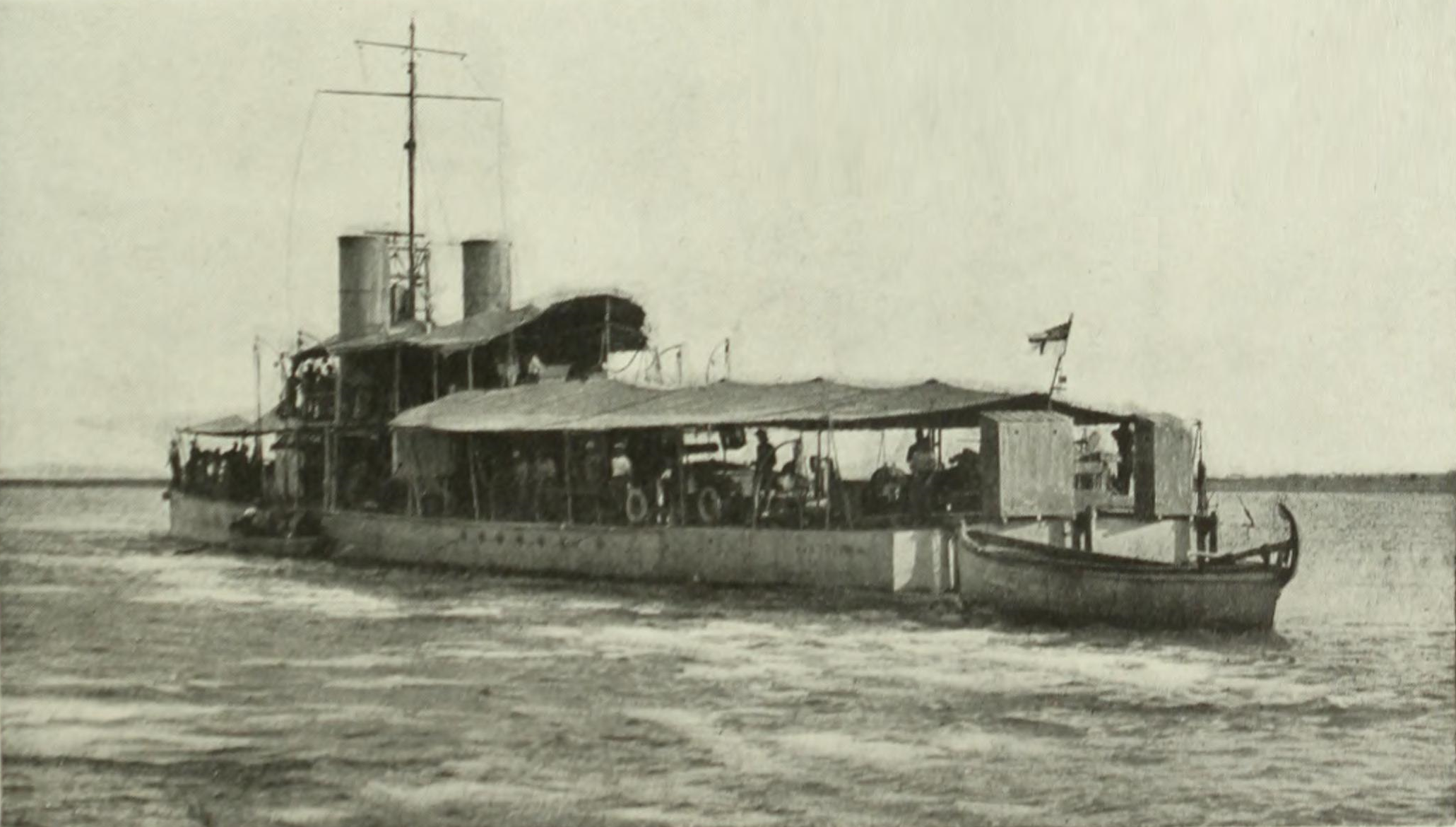
Vaixell britànic al Tigris
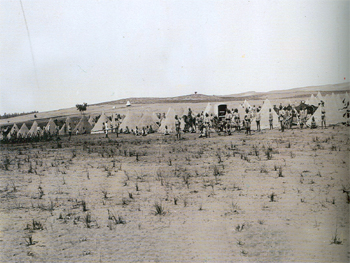
Campament del 6è Exèrcit otomà

Un problema important per als britànics era la manca d’infraestructura logística. Quan els vaixells arribaven a Bàssora, havien de ser descarregats amb petites embarcacions que després descarregaven la seva càrrega que després s’emmagatzemava en magatzems, que no havien suficients a Bàssora. Sovint, els vaixells tenien que esperar dies per a ser descarregats. Després es van haver d’enviar subministraments cap al nord al llarg del riu amb vaixells de vapor poc profunds perquè gairebé no hi havia carreteres al nord. Normalment, la quantitat de subministraments enviats al nord amb prou feines era adequada per proveir les forces que es trobaven en la zona. El govern indi va rebutjar un pla per construir un ferrocarril el 1915, però després de Kut va ser aprovat. Després de la derrota de Kut, els britànics van fer un gran esforç per millorar la capacitat de traslladar homes i equips al teatre d'operacions i mantenir-los subministrats. El port de Bàssora va ser molt millorat perquè els vaixells poguessin ser descarregats ràpidament. Es van construir bones carreteres al voltant de Bàssora. Es van crear campaments de descans i abocadors per rebre homes i material del port. Es van posar en servei més i millors vaixells de vapor fluvials per a traslladar subministraments riu amunt. També es van crear nous hospitals per atendre millor els malalts i ferits. Com a resultat, els britànics van poder portar més tropes i equips a les línies del front i mantenir-los adequadament subministrats per a una nova ofensiva.
El nou comandant, el general Maude, tot i rebre ordres secretes de Robertson de no intentar prendre Bagdad, va rebre reforços i equipament addicionals. Durant els següents sis mesos va entrenar i organitzar el seu exèrcit. Al mateix temps, el 6è Exèrcit otomà es feia més feble. Khalil Paixà va rebre molt pocs substituts i va acabar dissolent la dèbil 38a divisió i va utilitzar els seus soldats com a substituts de les seves altres divisions, la 46a, la 51a, la 35a i la 52a. Robertson va canviar d'opinió quan semblava que els russos podrien avançar cap a Mossul, eliminant qualsevol amenaça otomana a Mesopotàmia, i va autoritzar Maude a atacar el desembre de 1916.

### 1917
L'ofensiva de Maude es va iniciar el 13 de desembre de 1916. Els britànics van avançar per banda i banda del riu Tigris, forçant l'exèrcit otomà a sortir d'una sèrie de posicions fortificades al llarg del camí. L'ofensiva del general Maude va ser metòdica, organitzada i reeixida. Khalil Paixà va poder concentrar la majoria de les seves forces contra Maude a prop de Kut. No obstant això, Maude va canviar el seu avanç a l'altra riba del Tigris, obviant la majoria de les forces otomanes. El XVIII Cos otomà va escapar de la destrucció només lluitant contra algunes accions de rereguarda desesperades. Va perdre bastant material i subministraments. Els britànics van ocupar Kut i van continuar avançant Tigris amunt.

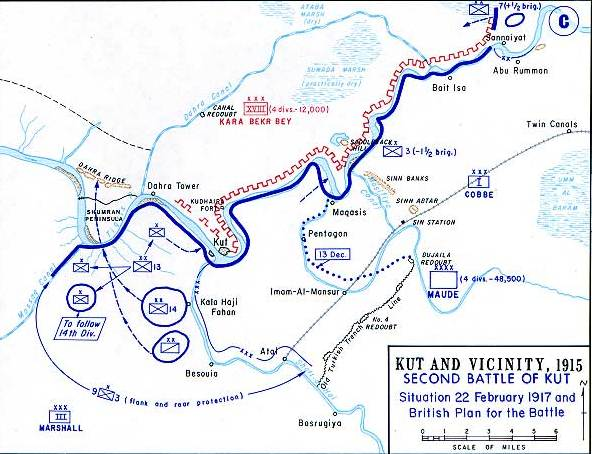
Captura de Kut per les tropes del General Maude, 1917
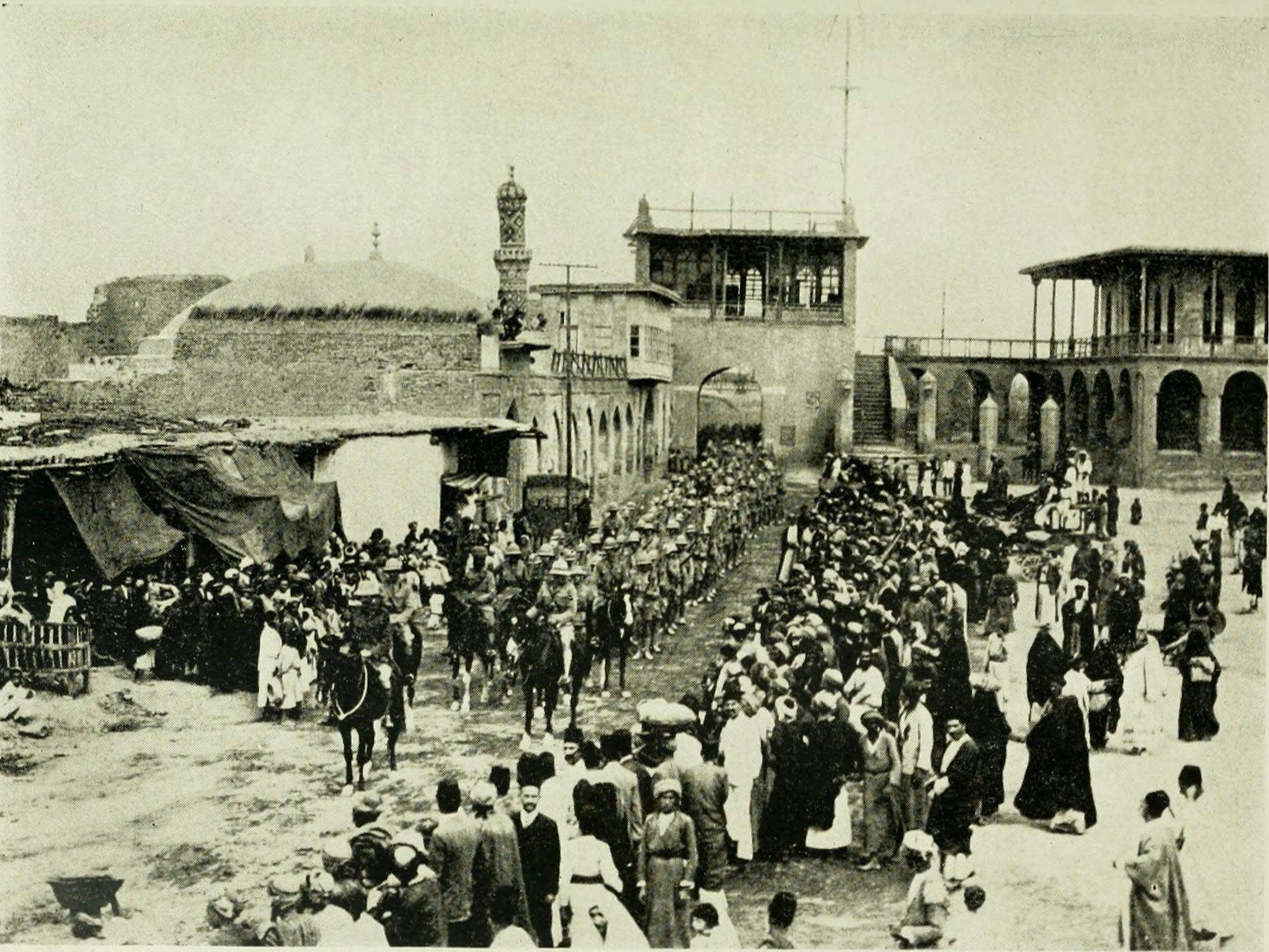
Tropes britàniques entrant a Bagdad, març de 1917
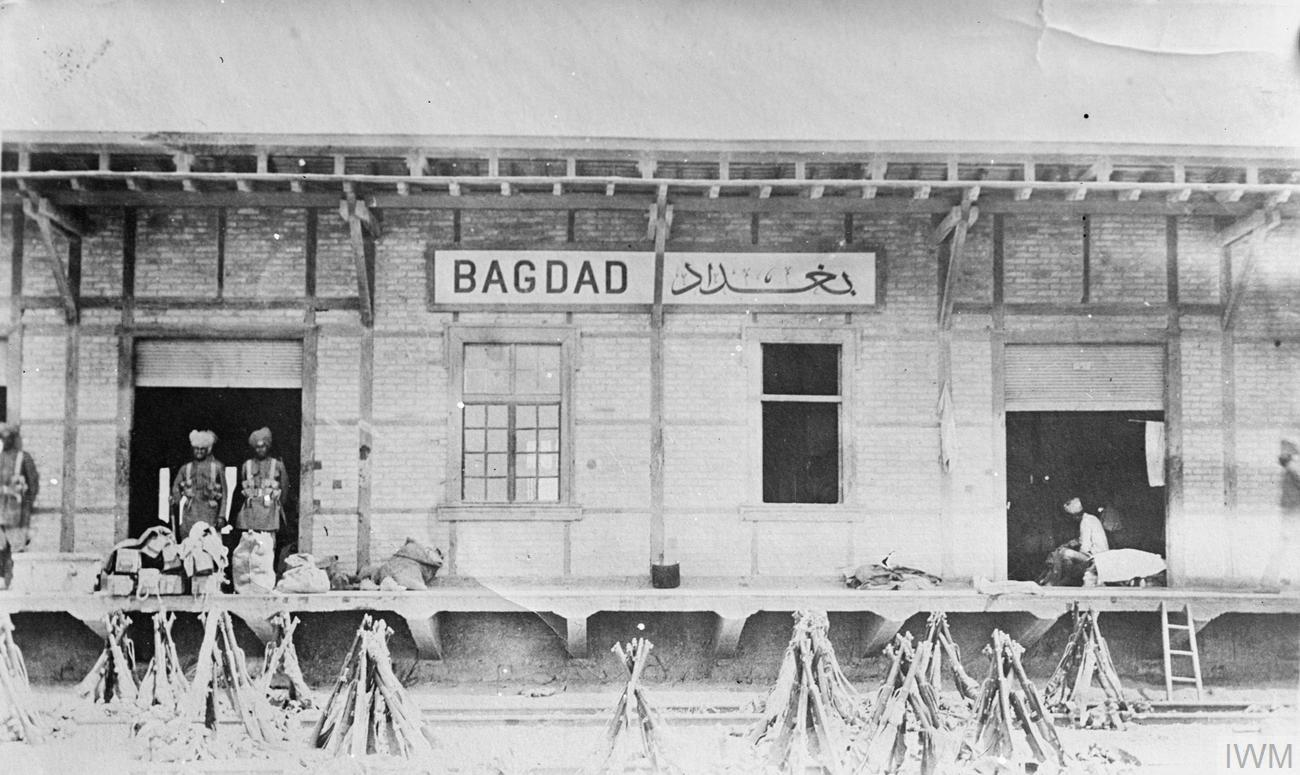
Tropes índies que vigilen l'estació de ferrocarril de Bagdad

A principis de març, els britànics es trobaven als afores de Bagdad i la guarnició de Bagdad, sota el comandament directe del governador de la província de Bagdad, Halil Kut (Khalil Paixà), va intentar aturar-los al riu Diyala. El general Maude va superar les forces otomanes, va destruir un regiment otomà i va capturar les posicions defensives otomanes. Khalil Paixà es va retirar desordenat de la ciutat. L'11 de març de 1917, els britànics van entrar a Bagdad i fonts colonials afirmen que el poble iraquià els va saludar com a alliberadors. L'exèrcit indi britànic va tenir un paper important en la presa de Bagdad. Enmig de la confusió de la retirada, una gran part de l'exèrcit otomà (uns 15.000 soldats) van ser capturats. Una setmana després de la caiguda de la ciutat, el general Maude va emetre la sovint citada Proclamació de Bagdad, que contenia la famosa frase «els nostres exèrcits no entren a les vostres ciutats i terres com a conqueridors o enemics, sinó com a alliberadors».

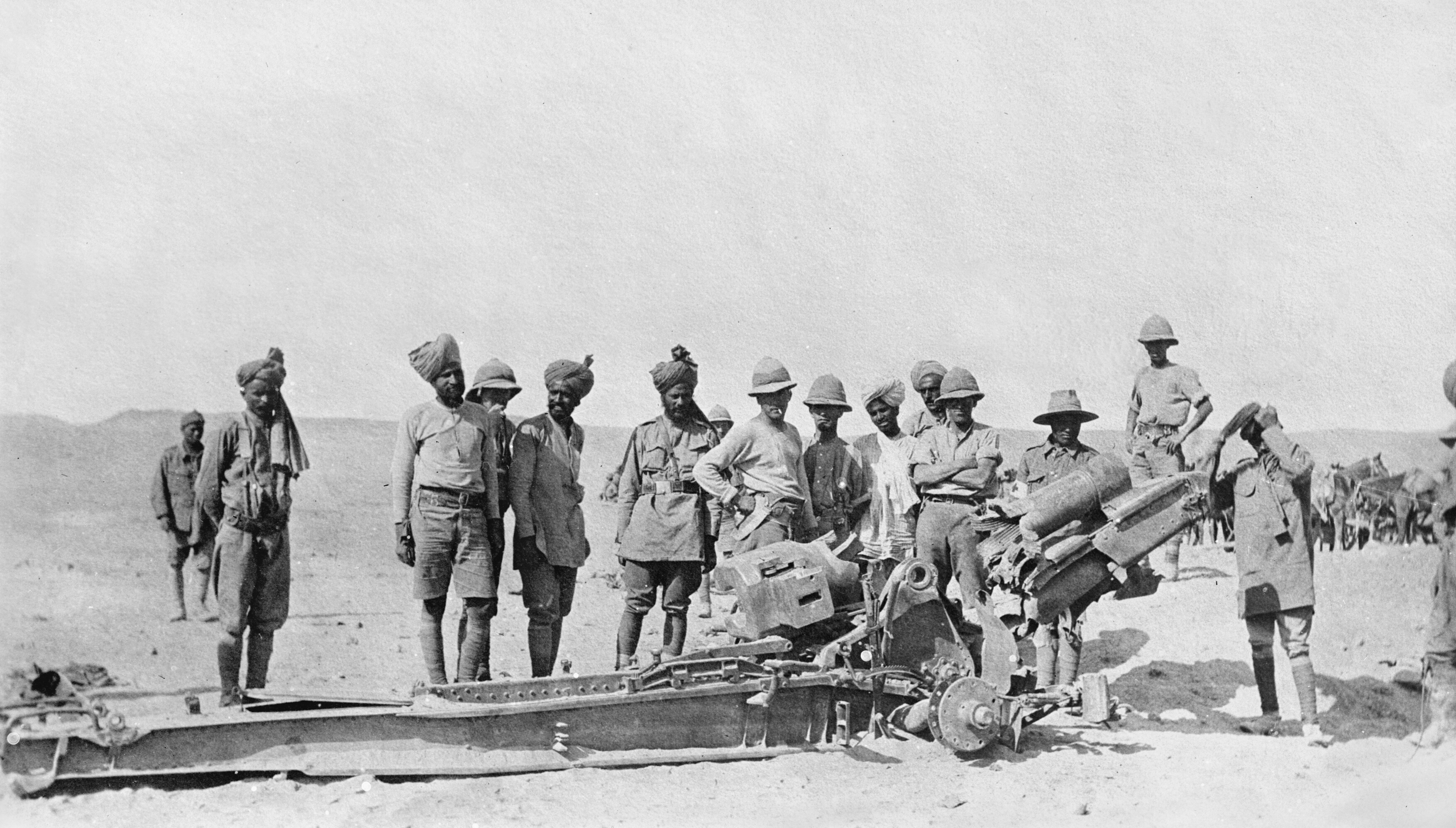
Tropes britàniques i índies examinant una peça d'artilleria otomana destruïda
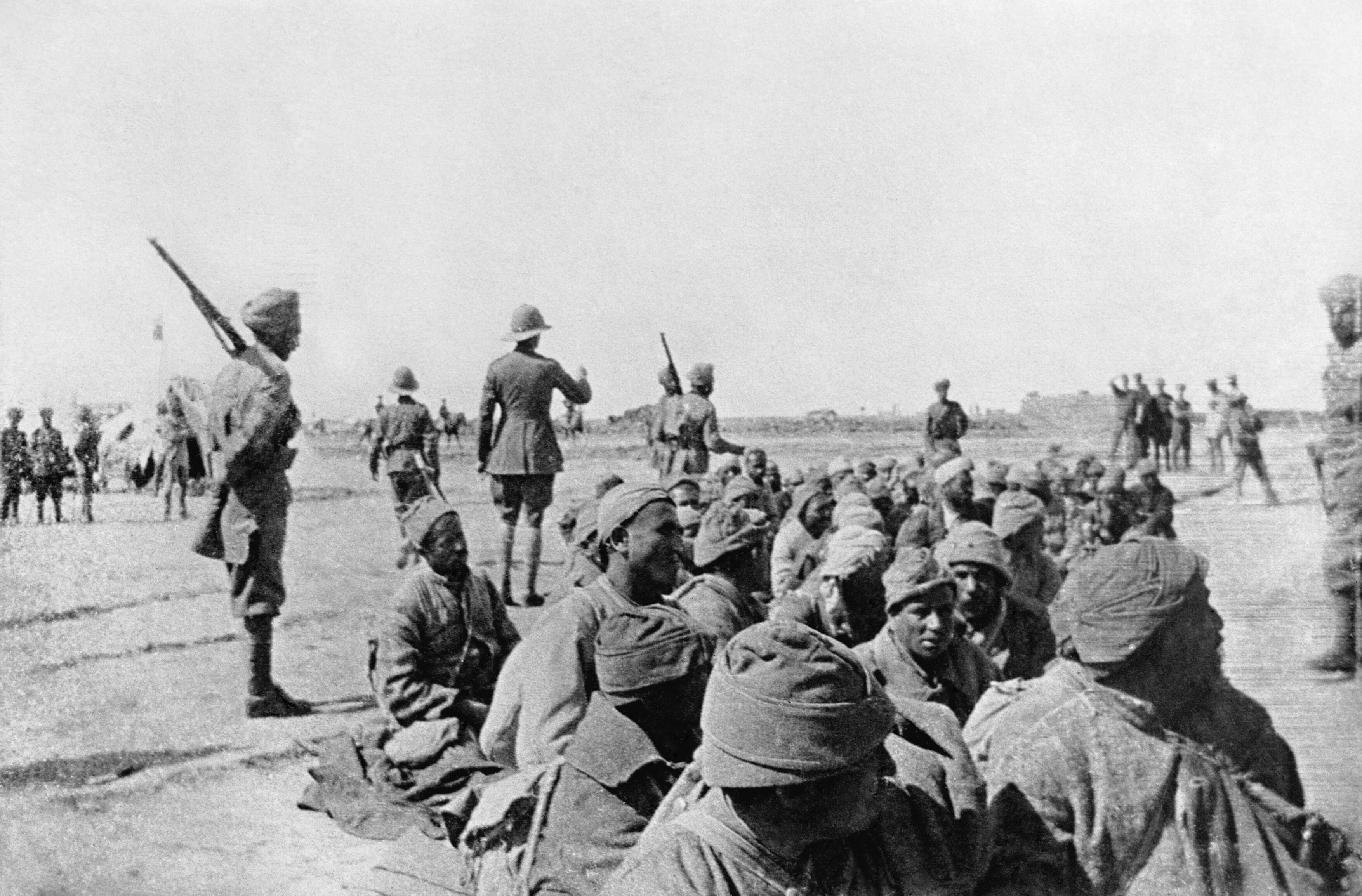
Tropes índies custodiant presoners otomans capturats a Sannaiyat, el 24 de febrer de 1917
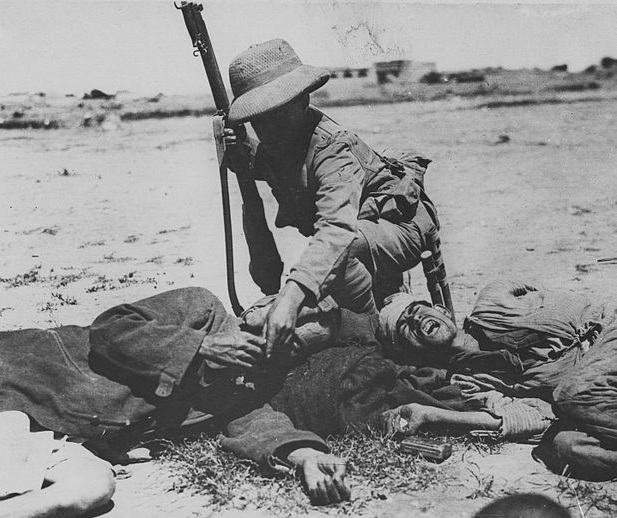
Soldat britànic alimentant un soldat otomà afamat

Khalil Paixà va retirar el maltractat 6è Exèrcit riu amunt i va establir el seu quarter general a Mossul. Tenia uns 30.000 soldats en total amb els quals oposar-se a Maude. A l'abril, va rebre la 2a divisió d'infanteria, però en general la posició estratègica otomana va ser dolenta a la primavera de 1917. Després de la presa de Bagdad, Maude va aturar el seu avanç. Va considerar que les seves línies de subministrament eren massa llargues, les condicions a l'estiu dificultaven la campanya i se li havien negat els reforços que considerava necessaris.
El general Maude va morir de còlera el 18 de novembre. Va ser substituït pel general William Marshall, qui va aturar les operacions durant l'hivern.

### 1918
Els britànics van reprendre la seva ofensiva a finals de febrer de 1918 capturant Hit i Khan al Baghdadi al març, i Kifri a l'abril. El març de 1918, Gran Bretanya es va enfrontar a un aixecament d'una organització rebel anomenada Jam'iya al-Nahda al-Islamiya a Najaf i va assetjar la ciutat fins al maig, quan els rebels es van rendir. Durant la resta del 1918, els britànics van haver de traslladar tropes a la campanya del Sinaí i Palestina en suport de la batalla de Meguidó. El general Marshall va desplaçar algunes de les forces cap a l'est en suport de les operacions del general Lionel Dunsterville a Pèrsia durant l'estiu de 1918. El seu molt poderós exèrcit estava «sorprenentment inactiu, no només durant la temporada calorosa, sinó també durant la major part del fred». Ja no es volia lluitar a Mesopotàmia.

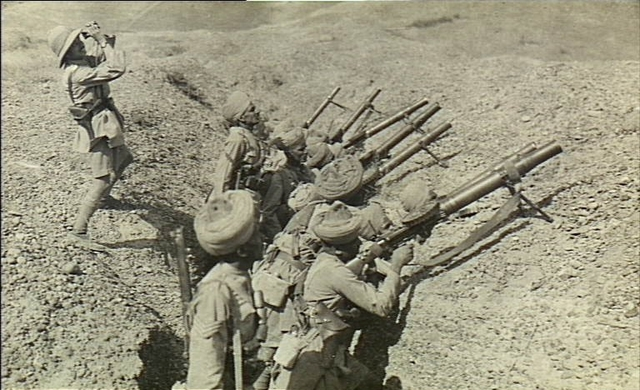
Tropes índies preparant-se per disparar contra avions enemics amb metralladores Lewis
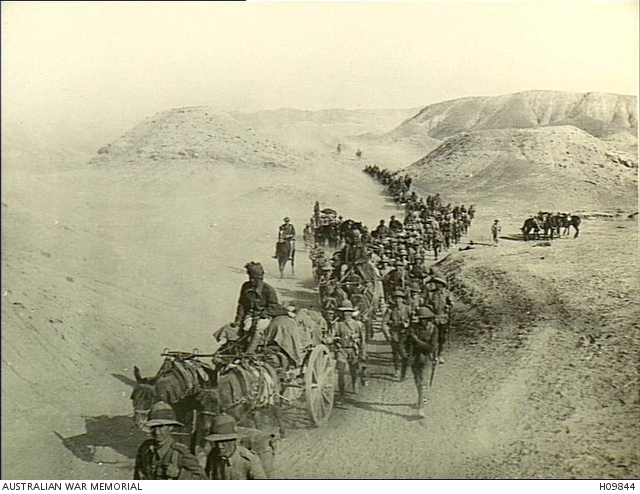
Tropes britàniques i índies creuant pel pas de Jebel Hamarin
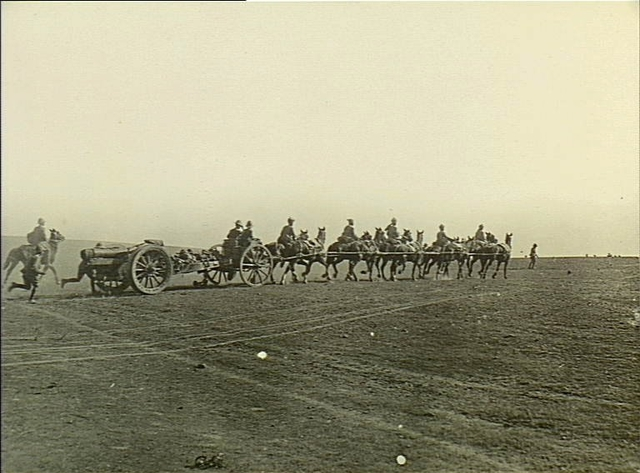
Tropes britàniques arribant al riu Zab Inferior (120 km en dos dies)

La negociació de les condicions d'armistici entre els Aliats i l'Imperi Otomà va començar amb el canvi d'octubre. El general Marshall, seguint les instruccions de l'Oficina de Guerra que «s'havia de fer tot el possible per fer el màxim de punts possibles al Tigris abans que sonés el xiulet», va passar a l'ofensiva per última vegada. El general Alexander Cobbe va comandar una força britànica des de Bagdad el 23 d'octubre de 1918. En dos dies va recórrer 120 km, fins a arribar al riu Zab Inferior, on es va reunir i va lluitar contra 6è exèrcit d'İsmail Hakkı Bey, la major part del qual va ser capturat després de la batalla de Sharqat.

## L'armistici de Mudros d'octubre
El 30 d'octubre de 1918 es va signar l'armistici de Mudros i les dues parts van acceptar les seves posicions actuals. El general Marshall va acceptar la rendició de Khalil Paixà i del 6è Exèrcit otomà el mateix dia, però Cobbe no va mantenir la seva posició actual, ja que requeria l'armistici, i va continuar avançant cap a Mossul davant les protestes otomanes. Les tropes britàniques van marxar sense oposició en la ciutat el 14 de novembre de 1918. La propietat del Vilayat de Mossul i els seus rics jaciments petrolífers es va convertir en un problema internacional.

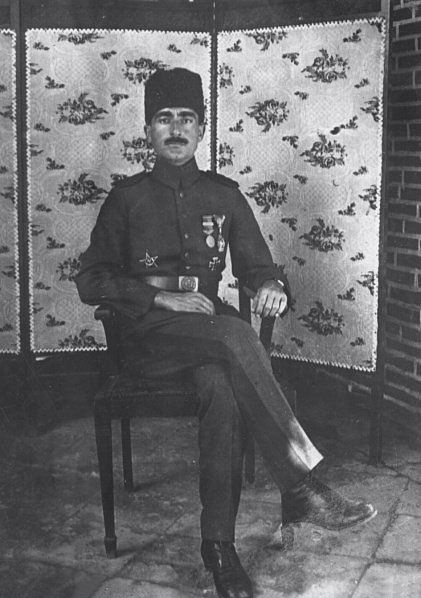
Mirliva Khalil Pasha
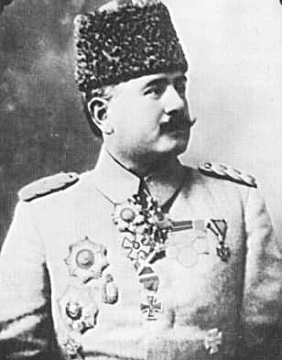
Miralay Kâzım Bey
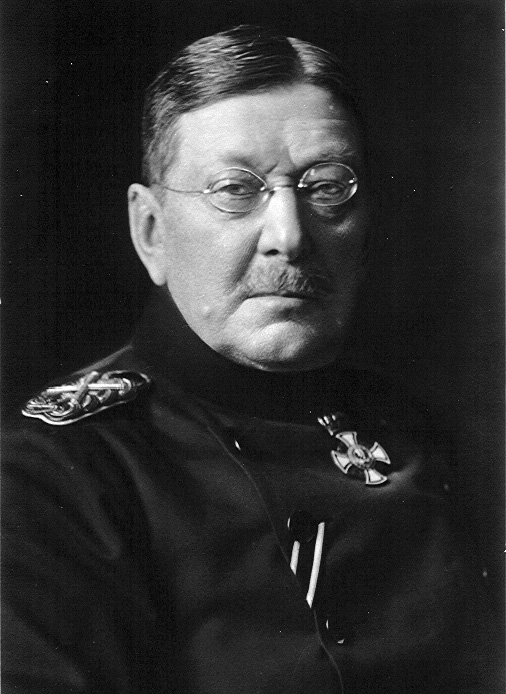
Müşir Goltz Pasha
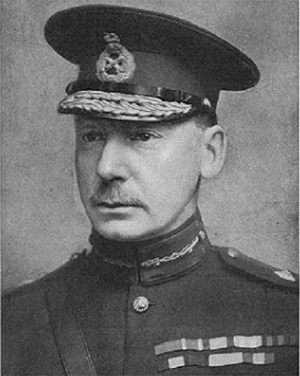
Major General Townshend
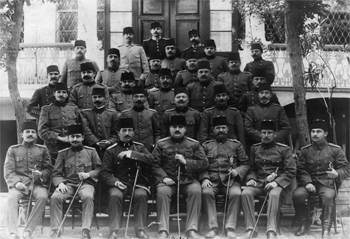
Plana major del 6è Exèrcit otomà
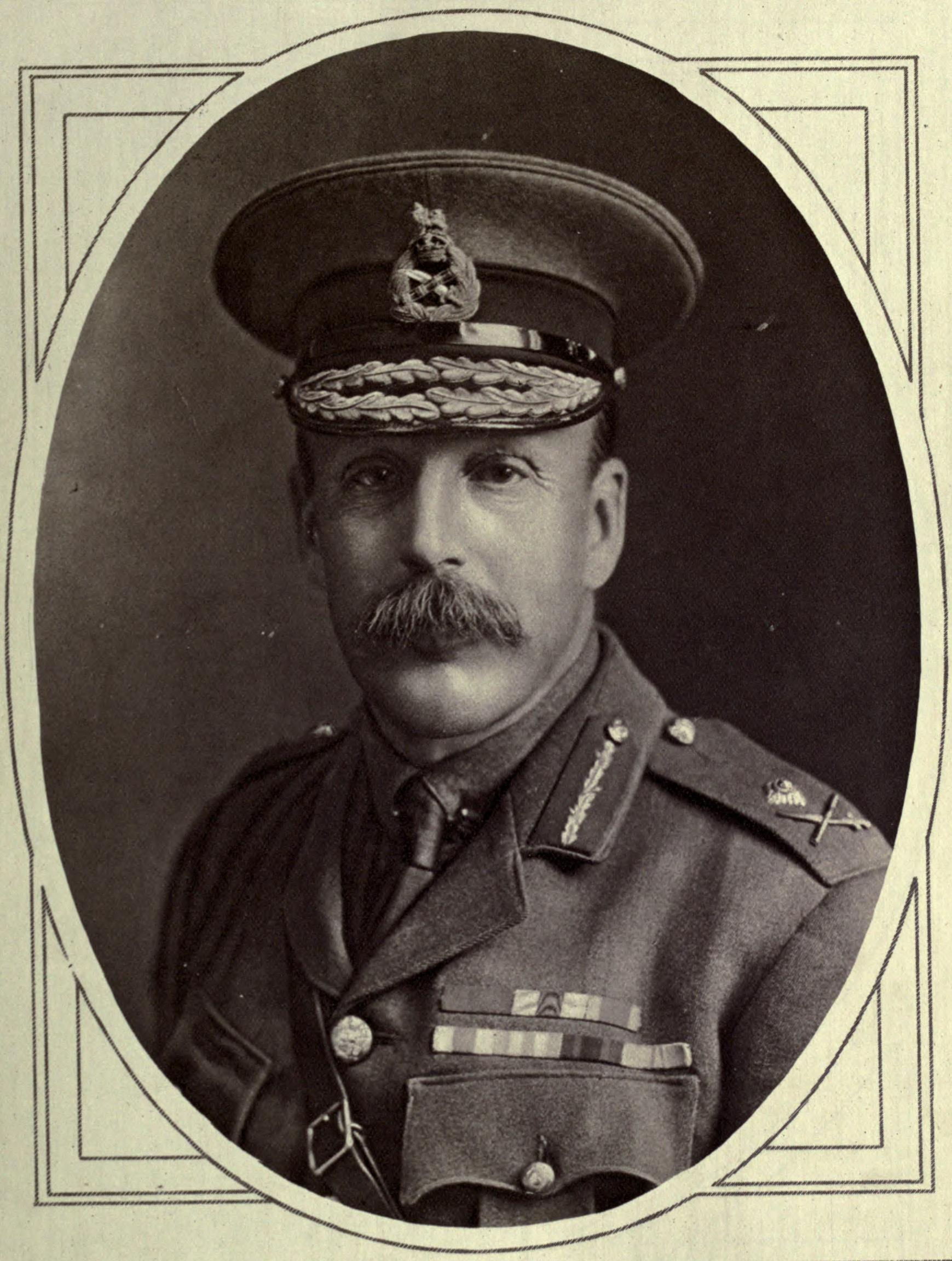
Sir Frederick Stanley Maude

La guerra a Mesopotàmia va acabar el 14 de novembre de 1918. Va passar 15 dies després de l'armistici i un dia després de l'ocupació de Constantinoble.

## Conseqüències
Amb les forces britàniques índies ja sobre el terreny, els britànics van importar funcionaris de l'Índia que tenien coneixements i experiència prèvia sobre com se suposa que funcionaria el govern d'una colònia. L'expulsió dels otomans de la regió va sacsejar l'equilibri d'un poder que va durar segles. Els àrabs que creien que l'expulsió dels otomans conduiria a una major independència i van lluitar contra les forces otomanes junt amb els Aliats es van enfrontar a un altre dilema. Van quedar decebuts amb els arguments sobre l'establiment del Mandat Britànic de Mesopotàmia.

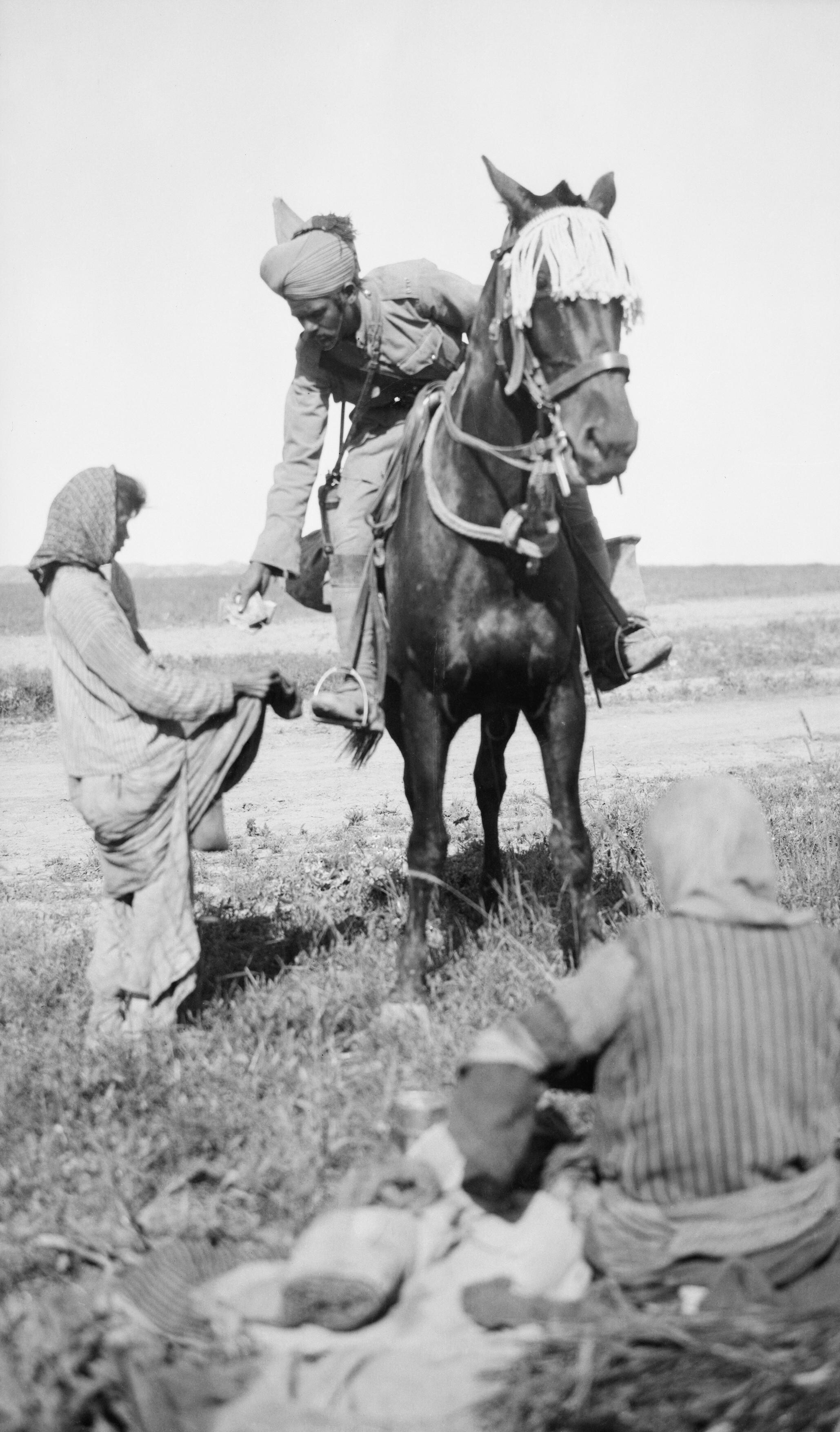
Soldat indi de caballeria compartint les seves racions amb noies cristianes famolenques
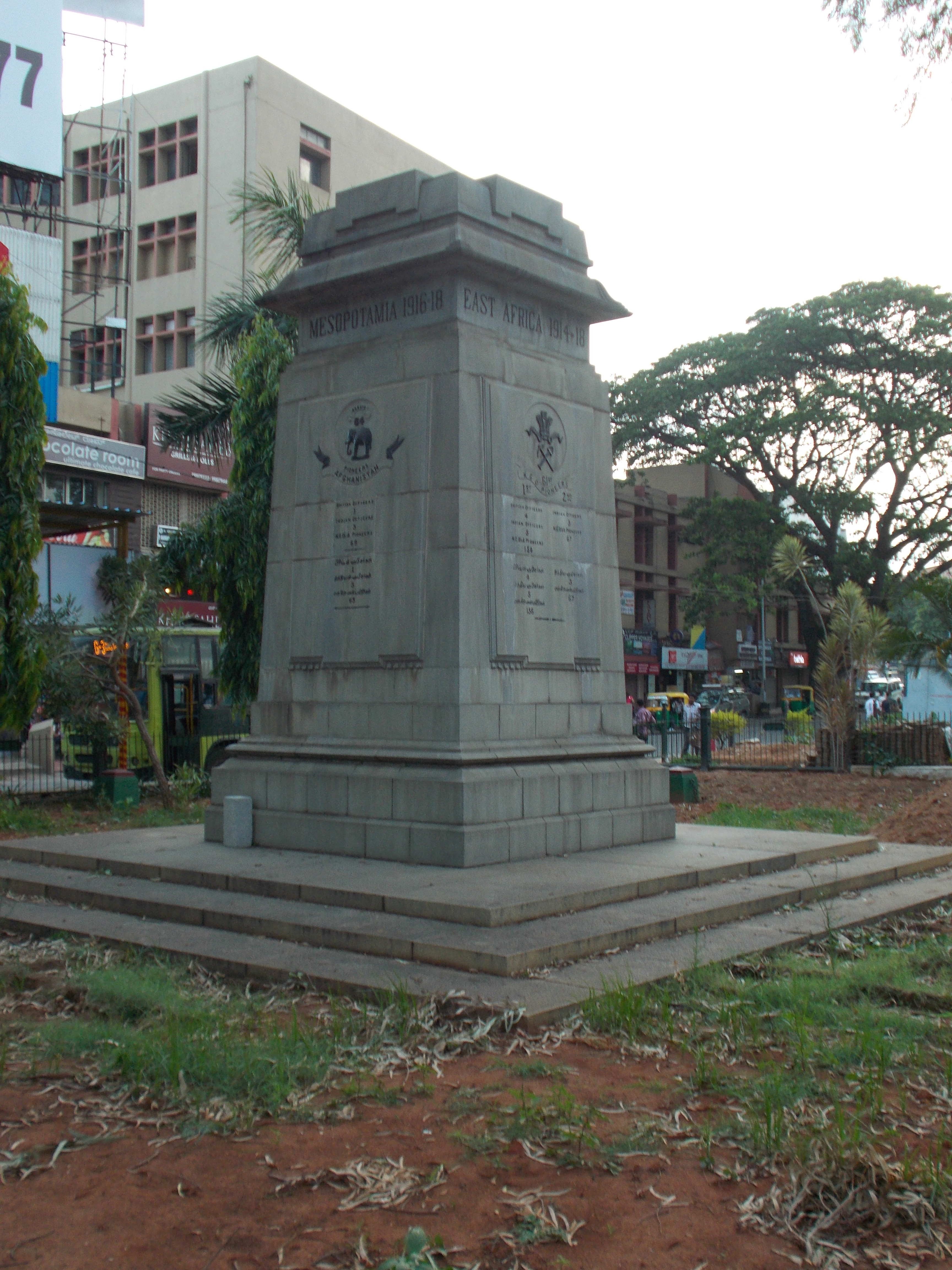
Memorial de Guerra del Regiment de Madras (en Bangalore), on es menciona vides perdudes dels sapadors de Madras a Mesopotàmia
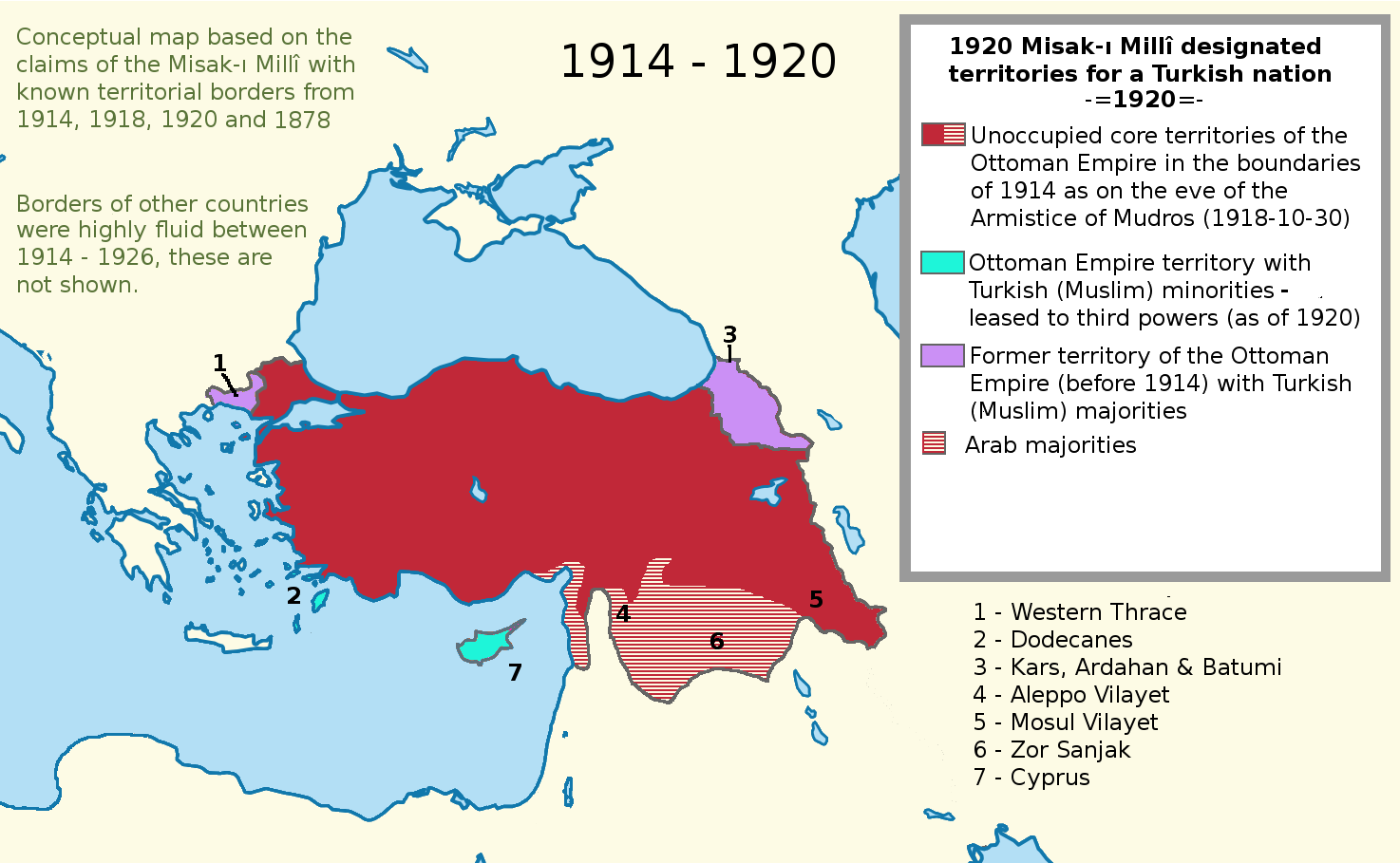
Les fronteres de la República de Turquia segons el Pacte Nacional

Durant el 1918 i el 1919 s’havien format tres importants societats secretes anticolonials. A Najaf, es va organitzar Jamiyat an Nahda al Islamiya (La Lliga del Despertar Islàmic). Al Jamiya al Wataniya al Islamiya (La Lliga Nacional Musulmana) es va formar amb l'objectiu d'organitzar i mobilitzar la població per a una gran resistència. El febrer de 1919, a Bagdad, una coalició de comerciants xiïtes, professors i funcionaris sunnites, ulemes sunnites i xiïtes, i oficials iraquians van formar el Haras al Istiqlal (Guardians de la Independència). L'Istiqlal tenia grups membres a Karbala, Najaf, Kut i Hilla. Els britànics es trobaven en una situació precària amb el problema de Mossul. Estaven adoptant mesures gairebé desesperades per protegir els seus interessos. La revolta iraquiana contra els britànics es va desenvolupar just després de declarar la seva autoritat. Va ser sufocat pel Comandament de la RAF a Iraq durant l'estiu de 1920.
El parlament otomà va acceptar majoritàriament la cessió de la regió, però tenien una visió diferent sobre la qüestió de Mossul. Van declarar el Misak-ı Millî (Pacte Nacional o Jurament Nacional). El Misak-ı Millî afirmava que la província de Mossul era una part de la seva pàtria, basat en un passat comú, la història, el concepte de la moral i les lleis. Presumiblement, des d’una perspectiva britànica, si Mustafa Kemal Atatürk aconseguís assegurar l'estabilitat en els seus esforços per establir la República de Turquia, hauria centrat la seva atenció en recuperar Mossul i penetrar a Mesopotàmia, on la població autòctona probablement s’uniria a ell. El secretari britànic d'Afers Exteriors va intentar rebutjar qualsevol existència de petroli a la zona de Mossul. El 23 de gener de 1923, Lord Curzon va argumentar que l'existència del petroli no era més que hipotètica. No obstant això, segons Armstrong, «Anglaterra volia petroli. Mossul i els kurds eren la clau».

## Baixes
Les forces de l'Imperi Britànic van patir 85.197 baixes durant la campanya de Mesopotàmia. També es van produir 820.418 hospitalitzacions per causes no militars, principalment malalties. D’aquests, 16.712 van morir, 634.889 van ser tractats i traslladats de nou al teatre d'operacions, i 154.343 van ser evacuats definitivament del teatre. Els evacuats van representar aproximadament el 18,8% del total de víctimes per causes no militars, mentre que els morts van ser del 2%. En comparació, el 49% dels ferits en combat (26.814 homes) van ser evacuats i el 8,9% (5.281) van morir. Milers més van morir durant la campanya a causa de lesions i malalties que van patir aquí o van morir en captivitat otomana. El total de morts militars britàniques de la campanya mesopotàmica, incloses aquestes darreres causes, va ser de 38.842 (1.434 oficials i 37.408 homes), inclosos 28.578 per malalties i altres causes no militars (inclosos els presoners). La proporció inusualment elevada de víctimes en combat i per causes no militars a Mesopotàmia, i la incidència inusualment alta de pèrdues permanents entre les víctimes per causes no militars van tenir molt a veure amb la geografia de la zona d’operacions. Era poc higiènica, extremadament calorosa a l'estiu, extremadament fred a l’hivern, compost principalment per deserts de sorra o aiguamolls, i estava poc desenvolupat, cosa que significava que s’havia de transportar a grans distàncies als homes per rebre atenció mèdica.
Les baixes otomanes van ser més altes, amb un total de 325.000. Sense comptar les pèrdues per malalties (les morts per malaltia van ser més nombroses que les morts per batalles per un factor de dos per als otomans a la guerra en general, i aquesta proporció va ser encara més alta a Mesopotàmia), les víctimes de batalla irrecuperables otomanes van sumar 55.858 (13.069 morts en combat, 22.385 ferits en combat, 20.404 presoners de guerra).
Les xifres de ferits en combat només inclouen pèrdues irrecuperables (paralitzades o mortes per ferides). Segons les estimacions d'Erickson, el total de ferits va superar el nombre de ferits greus per 2,5: 1 durant la guerra. L’aplicació d’aquesta mateixa proporció a la Campanya Mesopotàmia produeix un nombre total de víctimes de batalla d’uns 89.500 (13.069 morts en combat, 56.000 ferits en combat, i 20.404 presoners de guerra).
A finals de 1918, els britànics havien desplegat 350.000-410.000 homes a la regió. 112.000 d’ells eren tropes de combat. La gran majoria de les forces de l'Imperi Britànic en aquesta campanya van ser reclutades de l'Índia.